# 死刑執行人助手
死刑執行人助手(フランス語:valet de bourreau、別名：処刑人助手)とは、死刑執行人が死刑を執行する際に助手を務める人物のことである。
また、死刑執行人助手は死刑執行人の見習いでもあり、一定期間、助手を務めてから死刑執行人に就任するのが通例であった。また、死刑執行人が死亡や辞職した場合の後任者になることも多い。特に斧や剣による斬首刑を行う時に死刑囚を押さえつけて断頭台に固定するという重要な役目を担っていた。死刑囚が大人しく固定されていなければ斬首は行えないからである。そのため、どこの国でも数人の助手が必ず付いていた。

## フランス
フランスにおける死刑執行人助手は死刑執行人の親族がなるのが通例であった。親が死刑執行人の場合は世襲することになる息子は早い時期から死刑執行人助手を務めていた。
近代になってからは死刑執行人1人に対して5人の助手が認められており、助手の給料も政府から支給されていた。特に、ギロチンの導入後はギロチンの輸送と分解組み立てという重要な仕事があった。
中世時代においては、ドロア・ド・アヴァージュ（ピンはね権）という特権を行使して私的徴税を行う役目を担っていた。そのため、助手の人数はかなりの数になり、最も広く豊かなパリなどでは百数十人にもなったといわれている。
現代でも辞書にInsolent comme un valet de bourreau; odieusement insolent（処刑執行人助手のように横柄な＝おぞましいほど横柄な）という用例が載っているぐらい嫌われていた。7歳で死刑執行人に就任したシャルル＝ジャン・バチスト・サンソンなどの場合、助手は実質的には代理人であり後見人であった。
近代になってからはギロチンの運搬と組み立てを行うために5人の助手がいた。
彼ら5人には国から公式に給与が支払われており、公式の死刑執行人助手としては世界的にも人数が多かった。

## ドイツ
中世ドイツにおける死刑執行は被差別階層の仕事であり、死刑執行人助手も同階層の中で幹部的な存在であった。よって普段は同階層の仕事（死体や汚物の掃除など）の指揮を取っていた。

## イギリス
中世時代にはグレゴリー・ブランドンなど助手を務めた人物がいたが、近代になってからは刑務官が助手を務めたため、専任の死刑執行人助手はいなくなった。